# Wojna osiemdziesięcioletnia
Wojna osiemdziesięcioletnia (1568–1648) – konflikt, w którym Niderlandy walczyły o wyzwolenie spod panowania hiszpańskiego. Wraz z końcem wojny nastąpiło wyjście Niderlandów ze Świętego Cesarstwa Rzymskiego.
Wojna osiemdziesięcioletnia swój początek wywodzi z wewnętrznych niepokojów w państwie pomiędzy armią hiszpańską a powstańcami niderlandzkimi. Długoletnia wojna składała się jednak raczej z kilku oddzielnych powstań i przewlekłych walk, aniżeli z trwającego wiele lat konfliktu. Dlatego też przez wiele lat pomiędzy walkami trwał względny spokój. Między innymi w roku 1609, po zajęciu przez Hiszpanów części terenów przeciwnika, zawarto zawieszenie broni na okres 12 lat.
Trwające niepokoje w całej niemalże Europie Środkowej oraz wybuch wojny trzydziestoletniej w roku 1618 rozpętały płomień nowych walk po upływie zawieszenia broni. Tym razem Holendrzy odnieśli szereg sukcesów w walkach, zdobywając m.in. hiszpańską srebrną flotę i finansując zdobytymi pieniędzmi nowe zaciągi wojskowe. Mniejsze korzyści przyniósł Holendrom sojusz z Francją, gdyż ten doprowadził do utraty kilku większych miast na rzecz Hiszpanii.
Wojnę zakończył ostatecznie zawarty w roku 1648 pokój westfalski (kończący także wojnę trzydziestoletnią). Na jego mocy Republika Siedmiu Zjednoczonych Prowincji Niderlandzkich (z wyjątkiem terenów przyznanych Francji) uzyskała niepodległość.

## Przed konfliktem

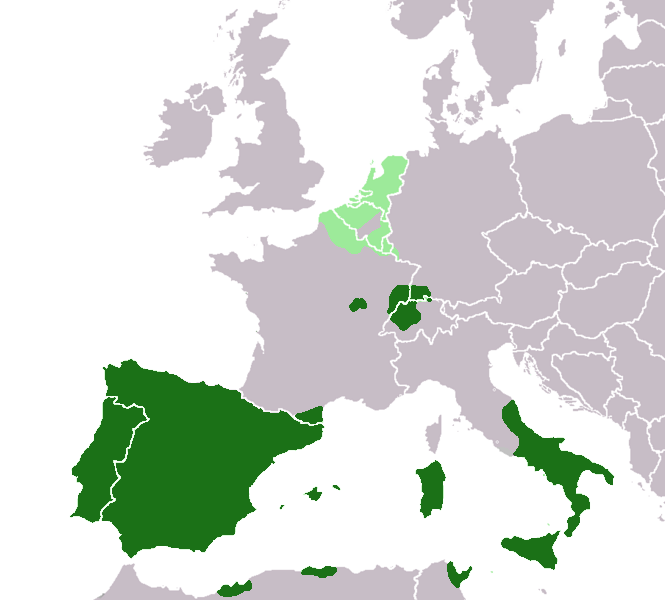
Posiadłości hiszpańskiej linii dynastii Habsburgów w 1580 roku

Przed wojną Niderlandy składające się z terenów Holandii, Belgii, Luksemburga oraz części Północnej Francji (Siedemnaście Prowincji) wchodziły w skład państwa hiszpańskiego (w wyniku śmierci Marii Burgundzkiej w 1482, córki Karola Zuchwałego i żony Maksymiliana I Habsburga i babki Karola V Habsburga, który stał się sukcesorem w Niderlandach). W połowie XVI wieku w czasie Reformacji Niderlandy podzieliły się na dwa przeciwstawne obozy – południe pozostało katolickie, na północy głównym wyznaniem został kalwinizm. W tamtym okresie Niderlandy stanowiły potęgę gospodarczą regionu, a Antwerpia była centrum rynku kapitałowego w Europie. Dzięki swoim portom, Antwerpia i Rotterdam stały się najważniejszymi miejscami przeładunkowymi dla towarów pozamorskich i z nowych kolonii w Ameryce Południowej. Właśnie z powodu tak znacznej siły gospodarczej i ważnego położenia strategicznego regionu, Hiszpanie nie zamierzali nikomu oddawać zajętych przez siebie terenów.
Król Filip II panowanie nad Niderlandami objął w roku 1555 po swoim ojcu Karolu V. Kontynuował on rozpoczęte przez ojca prześladowania protestantów, które doprowadziły do wybuchu niepokojów w całych Niderlandach. W roku 1559 król w trakcie reorganizacji Kościoła powołał nowych biskupów, reprezentujących go zarówno w miastach jak i na prowincji. Tymi środkami Filip zamierzał ograniczyć reformację oraz wolność mniejszych państewek, które od czasu Wielkiego Przywileju w roku 1477 podniosły swoje znaczenie. Na namiestniczkę Niderlandów król mianował swoją siostrę Małgorzatę. Dał jej do dyspozycji jako pierwszego ministra - biskupa Mechelen, kardynała Antoine de Granvelle. W roku 1560 Filip powrócił do Hiszpanii, rok później wycofał on z Niderlandów swoje wojska.

## Pierwsza faza konfliktu

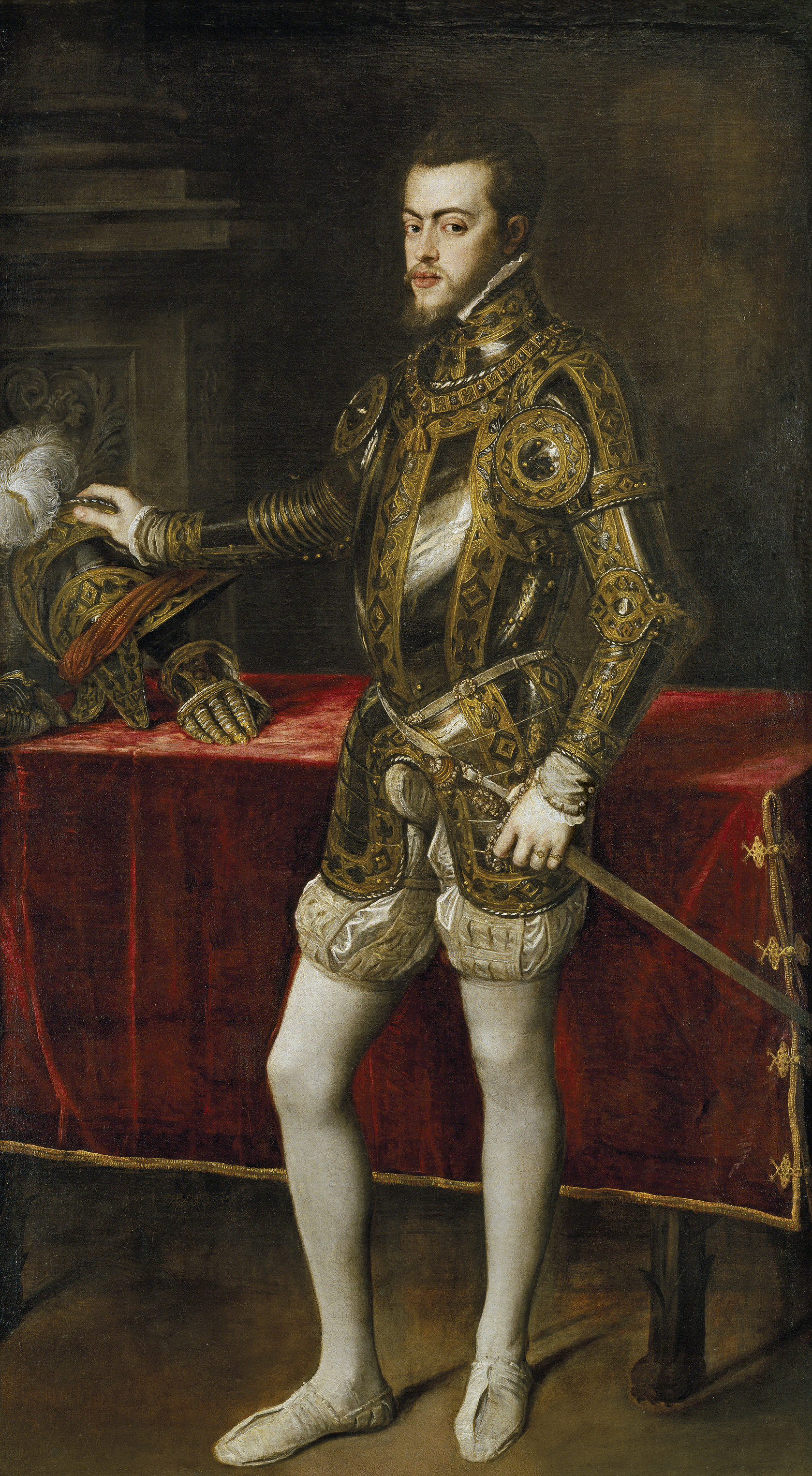
Filip II Habsburg

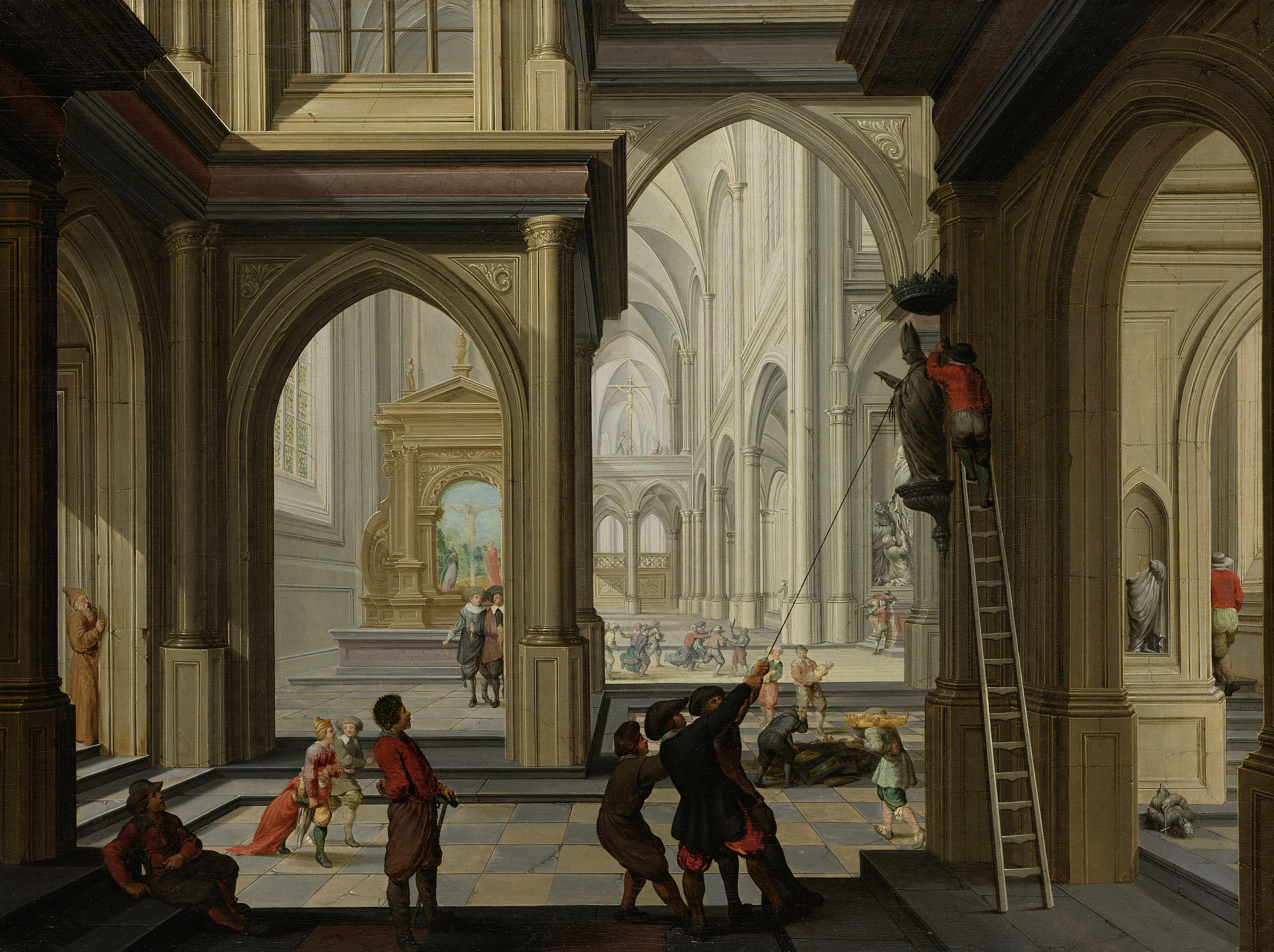
Niszczenie symboli religijnych

Zmiany nie spodobały się kilku członkom niderlandzkiej Rady Państwa z Wilhelmem I Orańskim oraz hrabią de Egmont na czele, którzy wymusili w roku 1564 dymisję Granvellesa. W tzw. Kompromisie szlacheckim z Bredy zwolennicy Małgorzaty domagali się zniesienia inkwizycji oraz zakończenia prześladowań protestantów i przywrócenia im przywilejów w państwie. Protesty przeciwko władzy hiszpańskiej jeszcze w tym samym roku osiągnęły punkt kulminacyjny. Filip II zniósł co prawda inkwizycję, wysłał jednak do Niderlandów w roku 1567 wojskową ekspedycję karną pod dowództwem Fernando Alvareza de Toledo, księcia Alby, którego mianował nowym namiestnikiem tych ziem. Księciu Alby udało się w krótkim czasie zdławić regionalne zrywy powstańcze. W trakcie walk stracono około 6000 powstańców, wśród nich hrabiego de Egmont. W tym samym roku de Toledo rozproszył także wojska niderlandzkie Wilhelma I Orańskiego.
Bezwzględność i samowola Hiszpanów doprowadziły w krótkim czasie do wybuchu nowych powstań w Niderlandach. Początkowo niepokoje obejmowały nieliczne regiony, były także nieskoordynowane, szybko jednak powstanie ogarnęło cały kraj. Wojnę osiemdziesięcioletnią rozpoczęła bitwa pod Heiligerlee w roku 1568, która była pierwszym większym militarnym starciem obu stron. Hiszpanom naprzykrzali się zwłaszcza marynarze niderlandzcy atakujący transporty morskie i punkty przerzutowe. W roku 1572 powstańcy osiągnęli pierwszy większy sukces zdobywając prowincje Zelandii i Holandii. Namiestnikiem zajętych terenów mianowano Wilhelma I Orańskiego, co dawało mu faktycznie przywództwo nad całym powstaniem.
W latach 1572–1573 armia hiszpańska pod wodzą Fryderyka z Toledo zdobyła szereg miast niderlandzkich. 8 października 1573 r. ze względu na otwarcie przez obrońców śluz Alkmaaru i zatopienie terenów sąsiadujących z miastem, Hiszpanie musieli odstąpić od jego oblężenia. Trzy dni później w bitwie morskiej w zatoce Zuiderzee gezowie morscy zadali klęskę próbującej przedostać się ku Amsterdamowi flocie hiszpańskiej, po czym zajęli miasto Middelburg.
W roku 1573, w obliczu powyższych niepowodzeń, książę Alba został zastąpiony przez Don Luisa de Zunigę. Po kilku początkowych sukcesach hiszpańskich, powstańcy osiągnęli kolejny sukces przerywając oblężenie Lejdy. We wspólnej deklaracji 17 prowincji wystosowało w roku 1576 do Hiszpanii ultimatum, w którym zażądali wycofania wojsk hiszpańskich i przywrócenia tolerancji religijnej w Niderlandach. Nowy namiestnik hiszpański Don Juan de Austria formalnie zaakceptował warunki, walki jednak trwały dalej.

## Droga do pokoju w Niderlandach
W roku 1579 nastąpił rozłam wśród prowincji niderlandzkich. Południowe w przeważającej części francuskojęzyczne prowincje zawiązały w dniu 6 stycznia Unię w Arras. Prowincje północne, w której przeważali kalwiniści w dniu 25 stycznia odpowiedziały Unią w Utrechcie. Do tej ostatniej dołączyły miasta Flandrii i Brabancji. Obóz północny prowadził nadal działania zbrojne przeciwko Hiszpanii, wywalczając prawa do wyboru religii.
24 czerwca 1581 prowincje Unii Utrechckiej utworzyły Republikę Zjednoczonych Prowincji, ogłosiły tzw. Aktem z Afzwering swoją niepodległość i mianowały swoim namiestnikiem Wilhelma I Orańskiego. Podział Niderlandów na Stany Generalne i Niderlandy Hiszpańskie stał się faktem. Gdy na południu wybuchło kolejne powstanie, przerodziło się ono szybko w walkę o niepodległość i tych stanów.
Południowe prowincje, które nie wstąpiły do Unii w Arras narażone były w latach 1581–1585 na liczne ataki hiszpańskie. Także większa część prowincji północnych po długich walkach została zdobyta przez Hiszpanów, nie na długo jednak. W roku 1584 Wilhelm zamordowany został przez katolików, a nowym namiestnikiem prowincji północnych został jego syn Maurycy Orański, książę Nassau. Gdy w roku 1585 Aleksander Farnese (syn Małgorzaty z Parmy) zdobył Antwerpię, prowincje Unii Utrechckiej zostały poważnie zagrożone. Walka o niepodległość zakończyła się sukcesem na północy kraju. Po roku 1589 ziemie te zostały odzyskane przez powstańców. Jednemu z członków Rady prowincji Holandia, Johanowi van Oldenbarnevelt udało się zawiązać sojusz z Anglią. Finansowe i militarne wsparcie Anglików wyraźnie poprawiło sytuację na froncie. Wojna była kontynuowana.
W roku 1598 zmarł król Filip II. Tym samym południowe prowincje niderlandzkie dostały się w ręce jego córki Izabeli i jej małżonka arcyksięcia Albrechta Austriackiego. W roku 1601 Hiszpanie rozpoczęli okupione ogromnymi stratami oblężenie Ostendy, zakończone ostatecznie przez Ambrioso Spinolę w roku 1604. Powstańcy stracili tym samym swój ostatni punkt oporu we Flandrii.

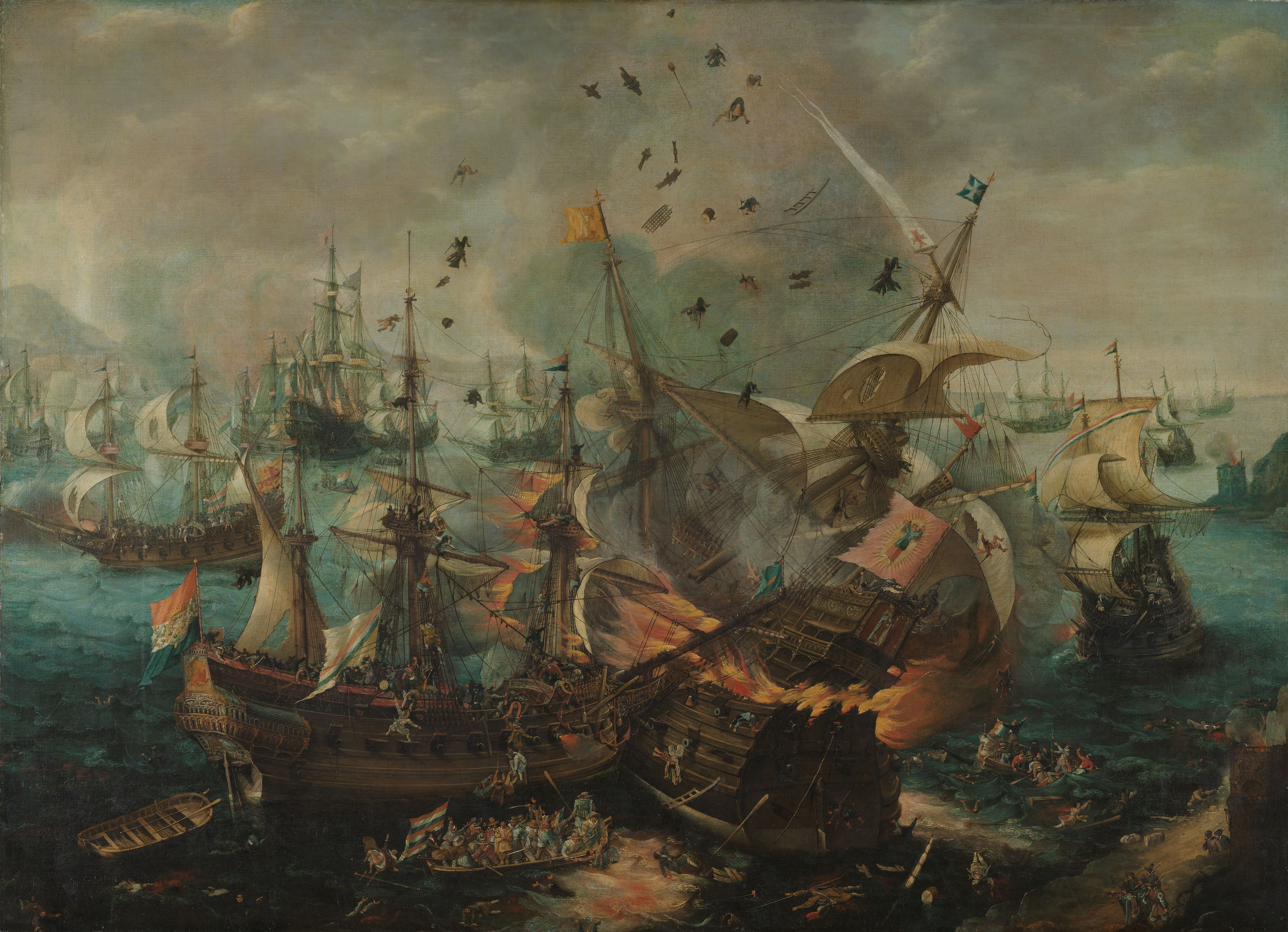
Bitwa pod Gibraltarem 1607

W roku 1609 dwa lata po bitwie morskiej pod Gibraltarem obie strony zdecydowały się w końcu na zawarcie 12-letniego rozejmu.
W roku 1621 wojna wybuchła ponownie w trakcie wojny trzydziestoletniej. Powstańcom udało się m.in. zdobyć hiszpańską srebrną flotę. Zdobyte pieniądze posłużyły do sfinansowania przez Fryderyka Henryka – brata i następcy Maurycego Orańskiego - wojsk biorących udział w zdobyciu Hertogenbosch w roku 1629 oraz Maastricht w roku 1632. Zawarty w roku 1635 sojusz z Francją nie okazał się korzystny i doprowadził do utraty na rzecz Hiszpanów Venlo, Roermond i paru innych miast.
W tym czasie Hiszpania została znacznie osłabiona utratą Wielkiej Armady podczas walki z flotą angielską w 1588. Klęska floty w bitwie na płyciźnie Downs oraz sił lądowych pod Rocroi, przyczyniły się do prób zawarcia pokoju w Niderlandach, gdyż Hiszpanie zamierzali skoncentrować swoje wojska na frontach wojny trzydziestoletniej. Po śmierci Fryderyka Henryka w roku 1647 prowincje północne kontynuowały rozmowy pokojowe, pomimo sprzeciwu syna Fryderyka, Wilhelma II. Rozmowy zakończyły się podpisaniem w trakcie Pokoju Westfalskiego (kończącego wojnę trzydziestoletnią), porozumienia na mocy którego ostatecznie uznano Republikę Zjednoczonych Niderlandów.

## Chronologia militarna konfliktu
- bitwa pod Oosterweel (1567)
- bitwa pod Dahlen (1568)
- bitwa pod Heiligerlee (1568)
- II bitwa pod Jemgum (1568)
- bitwa pod Jodoigne (1568)
- Zdobycie Brielle (1572)
- Masakra w Naarden (1572)
- oblężenie Haarlemu (1572-1573)
- bitwa pod Vlissingen (1573)
- bitwa pod Borsele (1573)
- bitwa na Zuiderzee (1573)
- oblężenie Alkmaaru (1573)
- oblężenie Lejdy (1574)
- bitwa pod Reimerswaal (1574)
- bitwa pod Mookerheyde (1574)
- bitwa pod Gembloux (1578)
- oblężenie Maastricht (1579)
- I oblężenie Bredy (1581)
- oblężenie Antwerpii (1584-1585)
- bitwa pod Boksum (1586)
- bitwa pod Zutphen (1586)
- I oblężenie Bergen-op-Zoom (1588)
- bitwa pod Gravelines (1588)
- II oblężenie Bredy (1590)
- bitwa pod Turnhout (1597)
- bitwa pod Nieuwport (1600)
- oblężenie Ostendy (1601-1604)
- bitwa pod Sluis (1603)
- bitwa morska pod Gibraltarem (1607)
- II oblężenie Bergen-op-Zoom (1622)
- III oblężenie Bredy (1624)
- oblężenie Groenlo (1627)
- bitwa w Zatoce Matanzas (1628)
- oblężenie Hertogenbosch (1629)
- Zdobycie Maastricht (1632)
- IV oblężenie Bredy (1637)
- bitwa pod Kallo (1638)
- bitwa na płyciźnie Downs (1639)
- oblężenie Hulst (1645)
- bitwa pod Puerto de Cavite (1647)